# Magnus Hagberg
Holger Magnus Hagberg, född 29 april 1970, är en svensk museiman, sedan den 1 september 2021 överintendent för Statens historiska museer.
Hagberg arbetade efter examen som amanuens på Skellefteå museum 1993 och sedan som ansvarig för Gustaf Frödings födelsehem Alster på Värmlands museum, och därefter som chef för Arboga museum (1995-2002) och Vallby friluftsmuseum (2003) i Västerås. Åren 2003-2008 var han chef för Hallwylska museet i Stockholm och från juni 2008 till juni 2017 överintendent och chef för myndigheten Livrustkammaren och Skoklosters slott med Stiftelsen Hallwylska museet (LSH). Under Hagbergs tid som överintendent vid LSH tog myndigheten steget att tillgängliggöra bildmaterial från samlingarna under fria licenser, bland annat via Wikimedia Commons, för att öka synligheten och användningen av bildmaterialet.
Från juni 2017 till augusti 2021 var han överintendent för Statens försvarshistoriska museer.